# ۸۰٬۰۰۰ مظنون
۸۰٬۰۰۰ مظنون (انگلیسی: 80,000 Suspects) یک فیلم در سبک درام به کارگردانی وال گست است که در سال ۱۹۶۳ منتشر شد.

## بازیگران
- کلیر بلوم
- ریچارد جانسون
- سیریل کیوسک
- ری برت
- کی والش
- پیتر مدن
- بروس مانتگیو